# Змај Дефилипис
Змај Дефилипис (Шибеник, 3. март 1920 — 22. јун 2003) је бивши југословенски пливачки репрезентативац. Дисциплина којој је имао највише успеха била је 400 метара слободно. Каријера му је трајала у периоду пред Други светски рат, а и после њега. Пре рата је био члан Загречаког пливачког клуба (ЗПК) и Викторије из Сушака (ВС), а после рата Приморја из Ријеке (ПР). У сваком од тих клубова освајао је титуле првака Југославије.

## Резултати
Првак Југославије у дисциплини 400 метара слободно био је 4 пута, једном са штафетом 4 х 200 метра слободно и три пута екипно:
400 м слободно — 1936. (5:24,4 ЗПК), 1937. (5:06,8 ЗПК), 1938. (5:22,2 ВС), 1947. (5:05,1 ПР)
Штафета 4 х 200 м слободно — 1938. (9:56,8 ВС)
Екипно — 1938. и 1939. са Викторијом, 1947. са Приморјем.
Учествовао је на Летњим олимпијским играма 1936. у Берлину. Био је члан штафете 4 х 200 метара слободним стилом. Штафета у саставу Драшко Вилфан, Тоне Газари, Змај Дефилипис и Тоне Церер заузимањем четвртог места у групи три, није се успела пласирати у финале. Постигнутим резултатом 9:40,3 штафета је заузела 10 место у овој дисциплини.
Дефилипис је био најмлађи учесник југословенске репрезентације, која је бројала 93 чланова, на тим играма, са 16 година и 166 дана.